# Ernst Burger (Autor)
Ernst Burger (* 26. März 1937 in München) ist ein deutscher Pianist und Musikschriftsteller.

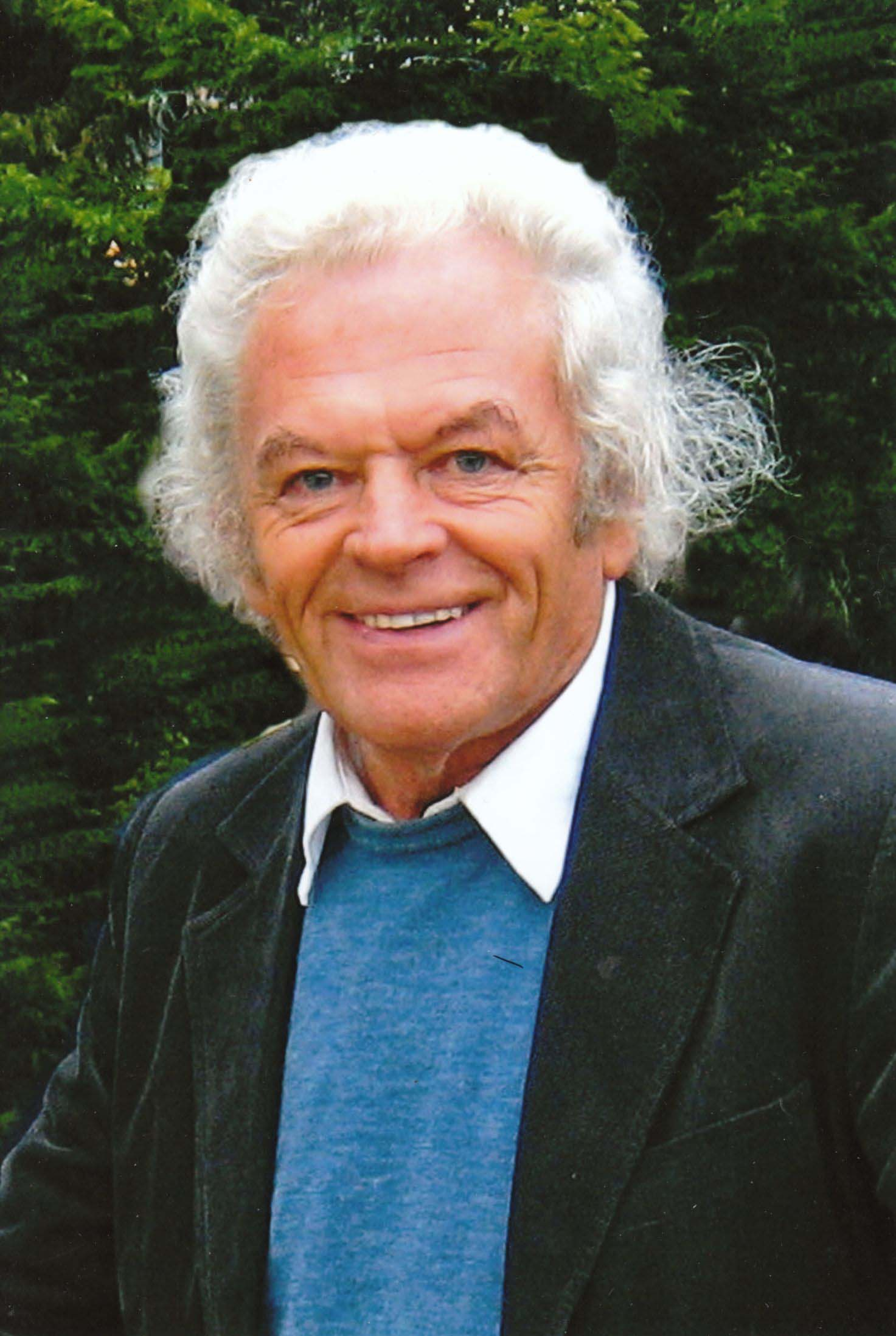
Ernst Burger (2010)

## Leben
Burger ist Sohn eines Lehrerehepaares. Nach dem Besuch des humanistischen Gymnasiums in Burghausen studierte er an der Münchner Musikhochschule, wo er sein Examen als Konzertpianist ablegte. Anschließend begann er zu konzertieren, wobei er sich hauptsächlich dem Klavierwerk Frédéric Chopins widmete.
Nach einer schweren Handverletzung steht das Schreiben über Musik im Mittelpunkt seiner Tätigkeit. Seine Bücher fanden bald weltweite Anerkennung und wurden mit Preisen ausgezeichnet.
Seit 1972 ist Burger mit Dorothea Maillinger verheiratet. Der Ehe entstammt ein Sohn. Ernst Burger lebt in München und am Schliersee.

## Werke
- Franz Liszt. Eine Lebenschronik in Bildern und Dokumenten List Verlag, München 1986 ISBN 3-471-77160-3
  - Französische Ausgabe: Franz Liszt. Chronique biographique en images et en documents. Fayard, Paris 1988
  - Englische Ausgabe: Franz Liszt. A Chronicle of his life in pictures and documents. Princeton University Press, New York 1989 ISBN 0-691-09133-1
- Frédéric Chopin. Eine Lebenschronik in Bildern und Dokumenten. Hirmer, München 1990 ISBN 3-7774-5370-6
- Robert Schumann. Eine Lebenschronik in Bildern und Dokumenten Schott, Mainz 1999 ISBN 0-691-09133-1
- Franz Liszt in der Photographie seiner Zeit. Hirmer, München 2003 ISBN 3-7774-9790-8
  - Franz Liszt nelle fotografie d’epoca. Collezione Ernst Burger [zweisprachig: italienisch und englisch]. Rom, De Luca Editori d’Arte 2011
- Erroll Garner. Leben und Kunst eines genialen Pianisten. ConBrio, Regensburg 2006 ISBN 978-3-932581-81-6
- Franz Liszt. Die Jahre in Rom und Tivoli. Schott, Mainz 2010, 2. Auflage 2011 ISBN 978-3-7957-0715-6
- Franz Liszt. Leben und Sterben in Bayreuth. ConBrio, Regensburg 2011 ISBN 978-3-940768-26-1

## Auszeichnungen
- Grand prix de littérature musicale (Paris 1988)
- Ordre pour le mérite culturel (Warschau 1991)[3]
- Deutscher Musikeditionspreis (Bonn 1999)
- Robert-Schumann-Preis (Zwickau 1999)[4]
- Deutscher Musikeditionspreis (Bonn 2011)[5]